# Publius Stertinius Quartus
Publius Stertinius Quartus war ein im 2. Jahrhundert n. Chr. lebender römischer Politiker.
Durch ein Militärdiplom, das auf den 27. September 112 datiert ist, ist belegt, dass Quartus 112 zusammen mit Titus Iulius Maximus Suffektkonsul war. Sein Name ist auch in den Fasti Ostienses partiell erhalten. Durch einen Brief Hadrians, der auf den 1. März 127 datiert ist, ist belegt, dass Quartus im Amtsjahr 126/127 Statthalter (Proconsul) der Provinz Asia war.
Quartus war wahrscheinlich der Adressat eines Reskripts, das Trajan an einen Sernius Quartus richtete; vermutlich war er zu diesem Zeitpunkt praetorischer Proconsul oder kaiserlicher Statthalter.
Sein Vater war Lucius Stertinius Avitus, Suffektkonsul im Jahr 92. Sein (vermutlich jüngerer) Bruder Lucius Stertinius Noricus war Suffektkonsul im Jahr 113. Ein Sklave von Quartus wird auf einer Inschrift aus Tusculum genannt.